# Tetraodon
Tetraodon Linnaeus, 1758 è un genere di pesci d'acqua dolce della famiglia Tetraodontidae.

## Distribuzione e habitat
Queste specie sono diffuse in Africa e Asia, ma esistono alcune specie anche nel Sud America.
La maggioranza vive nei mangrovieti, dove l'acqua non è dolce ma salmastra e raggiungono invece l'acqua salata da adulti.
Molto diffusi anche negli acquari, vengono tenuti anche in acquari dolci, anche se l'ideale per questo tipo di pesci sarebbe una salinità poco meno elevata di quella marina.

## Tassonomia
Il genere comprende le seguenti specie:
- Tetraodon cutcutia Hamilton, 1822
- Tetraodon erythrotaenia Bleeker, 1853
- Tetraodon fluviatilis Hamilton, 1822
- Tetraodon implutus Jenyns, 1842
- Tetraodon leiurus Bleeker, 1851
- Tetraodon lineatus Linnaeus, 1758
- Tetraodon mbu Boulenger, 1899
- Tetraodon miurus Boulenger, 1902
- Tetraodon nigroviridis Marion de Procé, 1822
- Tetraodon pustulatus Murray, 1857